# Titularbistum Pharbaethus
Pharbaethus (ital.: Farbeto) ist ein ehemaliges Bistum der römisch-katholischen Kirche und heute ein Titularbistum, das der Kirchenprovinz Leontopolis angehörte.
Das Bistum gehörte zur gleichnamigen antiken Stadt in der römischen Provinz Aegyptus bzw. in der Spätantike Aegyptus Herculea und Augustamnica in Oberägypten.
| Titularbischöfe von Pharbaethus |                                 | |                   |                 |
| Nr.                             | Name                            | Amt | von               | bis             |
| 1                               | Stanislas-François Jarlin CM    | 28. Dezember 1899–5. April 1905 Apostolischer Koadjutorvikar von Nord-Chi-Li, 5. April 1905–27. Januar 1933 Apostolischer Vikar von Peking (Chinesisches Kaiserreich/Republik China) | 28. Dezember 1899 | 27. Januar 1933 |
| 2                               | Hyacinthe Gaudencio Stanchi OFM | Apostolischer Vikar von Changsha (China) | 16. März 1933     | 7. Februar 1939 |
| 3                               | Smiljan Franjo Čekada           | Weihbischof in Vrhbosna (Königreich Jugoslawien) | 6. Juni 1939      | 18. August 1940 |
| 4                               | Georges-Louis-Camille Debray    | Koadjutorbischof von Meaux (Frankreich) | 15. Januar 1941   | 25. Juli 1942   |
| 5                               | Francisco Espino Porras         | Weihbischof in Chihuahua (Mexiko) | 27. Februar 1943  | 25. Juni 1986   |